# Каневино
Каневино (итал. Canevino) — коммуна в Италии, находится в регионе Ломбардия, в провинции Павия.
Население составляет 127 человек (2008), плотность населения составляет 27 чел./км². Занимает площадь 5 км². Почтовый индекс — 27040. Телефонный код — 0385.
Покровительницей коммуны почитается Пресвятая Богородица, празднование в первое воскресенье сентября. Также в коммуне 15 августа особо празднуется Успение Пресвятой Богородицы.

## Демография
Динамика населения:

## Администрация коммуны
- Официальный сайт: http://www.comune.canevino.pv.it/